# Piotr Kłoczowski (ok. 1541–1580)
Piotr Kłoczowski (Kłoczewski) herbu Rawicz (ur. ok. 1541, zm. 30 sierpnia 1580) – kasztelan zawichojski w latach 1577–1580, starosta małogoski w latach 1569–1580, budowniczy floty i doradca ds. morskich Zygmunta II Augusta, sekretarz Stefana Batorego.
Pochodził z rodziny wywodzącej się z Kłoczewa w ziemi stężyckiej.
Studiował w Wittenberdze w 1554 roku, w Padwie w latach 1554–1564, gdzie piastował godność konsyliarza nacji niemieckiej.
Poseł na sejm konwokacyjny 1574 roku.
W 1575 roku podpisał elekcję Maksymiliana II Habsburga.
W 1580 roku brał udział w oblężeniu Wielkich Łuk. W dniu 30 sierpnia otrzymał rozkaz objęcia komendy nad przekopaniem grobli w celu spuszczenia do rzeki jeziora utrudniającego dostęp do murów. Prace prowadzono nocą, ale nie udało się tego dokonać cicho i obrońcy otworzyli ogień. Jedna z kul śmiertelnie ugodziła Kłoczowskiego. Starostwo małgoskie objęła po nim córka Anna Kłoczewska (Kłoczowska) na mocy przywileju nadanego jeszcze pod Wielkimi Łukami w dniu 18 września 1580 przez króla Stefana Batorego.